# Маргарита Брабантська, королева Німеччини
Маргарита Брабантська (англ. Margaret of Brabant;  4 жовтня 1276 —  14 січня 1311) — донька герцога Брабантського Жана I та його другої дружини Маргарити Фландрської. Королева Німеччини, дружина Генріха VII, імператора Священної Римської імперії.

## Життєпис

### Шлюб

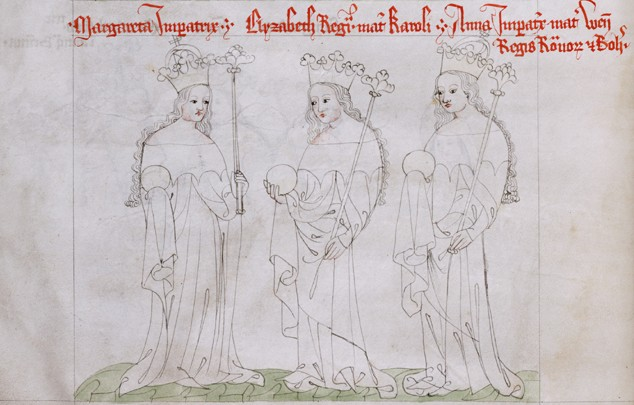
Маргарита (зліва) з невісткою Єлизаветою (Елішкою) (по центру) та дружиною внука Анною (праворуч)

Маргарита народилась 1276 року та вийшла заміж за Генріха 9 липня 1292 року. Шлюб був організований з метою врегулювання давньої суперечки з герцогом Брабанта щодо герцогства Лімбург. Герцог відмовився від своїх домагань на Лімбург, коли відбулося весілля Маргарити Шлюб виявився щасливим.
Маргарита стала королевою-консорт Німеччини в 1308 році, коли її чоловік був коронований королем Німеччини. У подружжя було троє дітей.

### Смерть та вшанування пам'яті

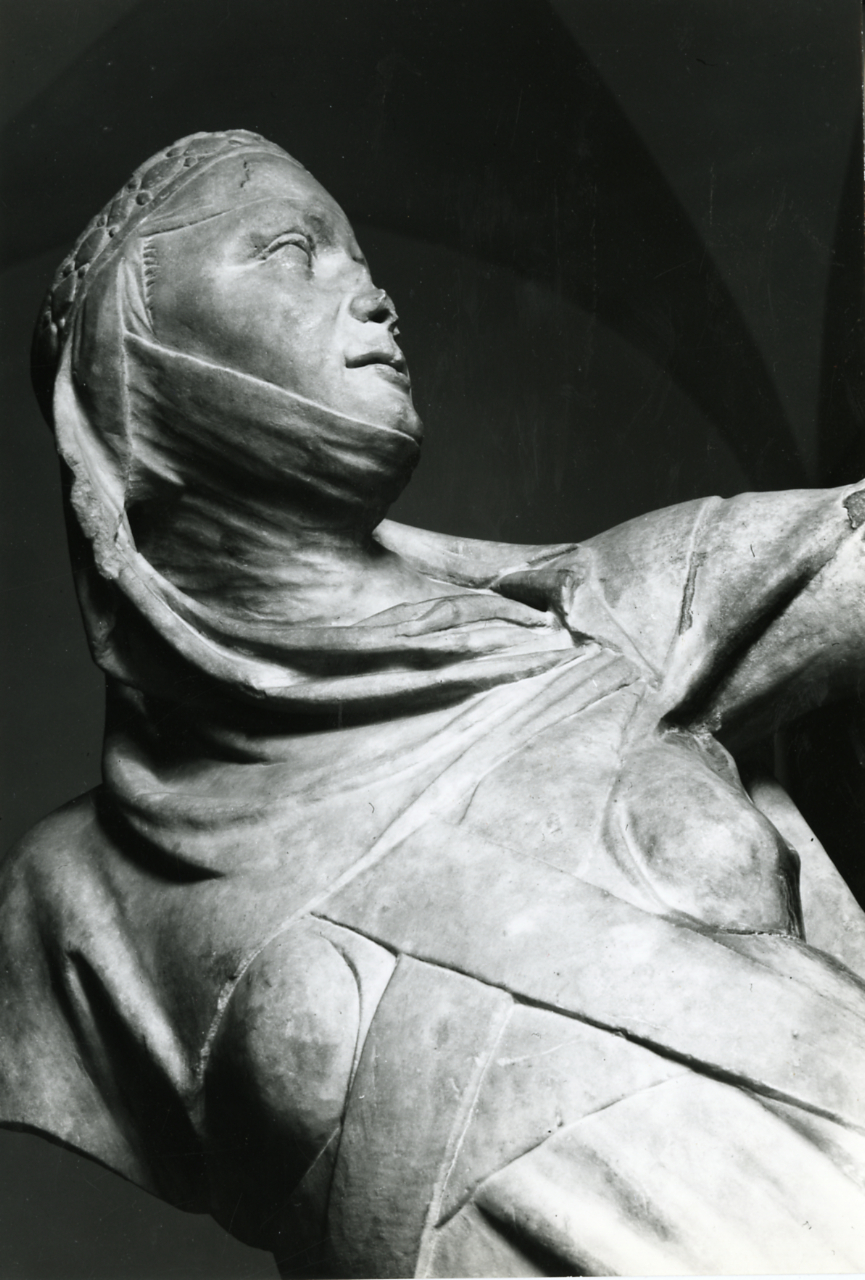
Пам'ятник Маргариті Elevatio animae роботи Джованні Пізано (1313—1314).

Маргарита супроводжувала свого чоловіка в його італійській кампанії, захворіла під час облоги Брешії і померла через декілька місяців в Генуї, де і була похована в церкві Сан-Франческо ді Кастеллетто — за її християнський спосіб життя та благочестя за життя. Інформація про смерть королеви була записана в Gesta Baldewini Luczenburch у грудні 1311 року.
Імператор замовив у знаменитого скульптора Джованні Пізано її пам'ятник в 1313 році, що названий «як душа, що потрапила на небо відразу після смерті». Пам'ятник частково зберігся в музеї Генуї на палаццо Спінола.
Італійські хроністи Альбертіно Мусато та Джованні де Серменат, описували зовнішність 36-річної королеви як «…будучи у віці 36 років, з юнацьким враженням, з білим кольором обличчя, темним волоссям […] і очима, які постійно усміхаються ».

## Родина
Чоловік — Генріх VII, імператор Священної Римської імперії
Діти:
- Ян І (1296—1346) — король Богемії (з 31 серпня 1310 року) і титулярний король Польщі (з 1310 року)[10]

- Марія (1304—1324) — дружина короля Франції Карла IV Красивого (з 21 вересня 1322 року)
- Беатриса (1305—1319) — дружина короля Угорщини Карла Роберта (з 24 червня 1318 року)